# Kandlerkirche

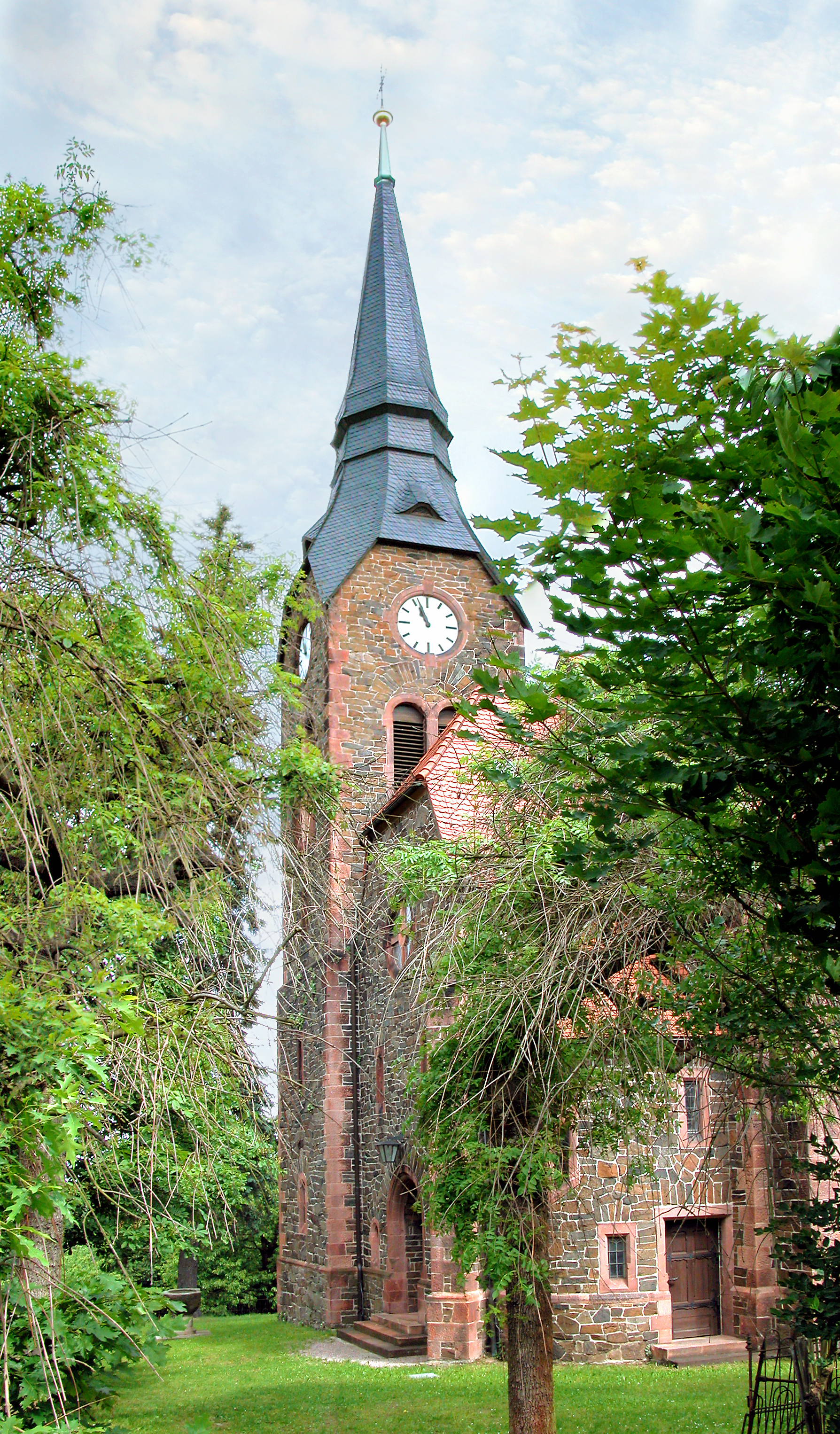
Kandlerkirche

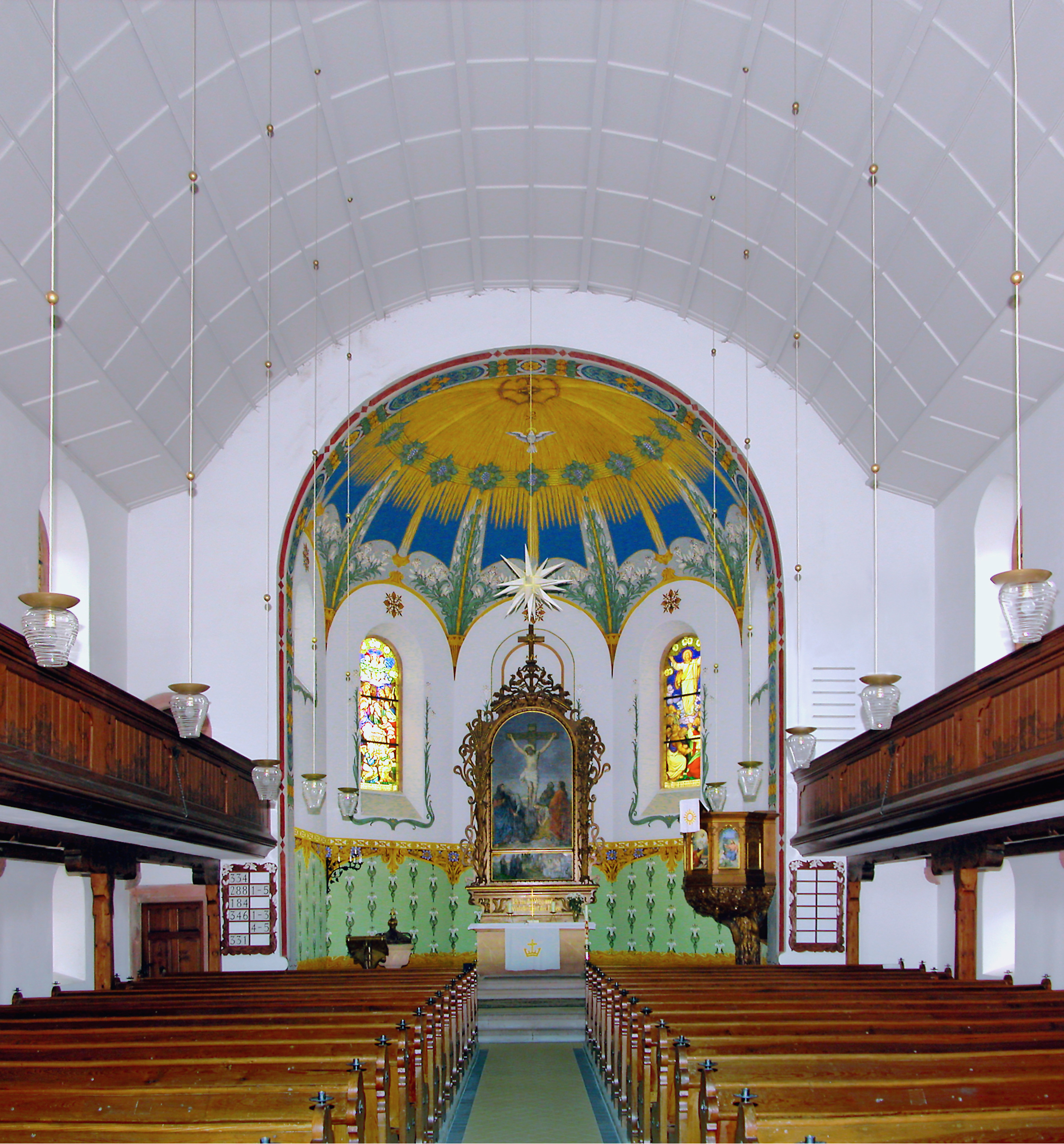
Innenraum

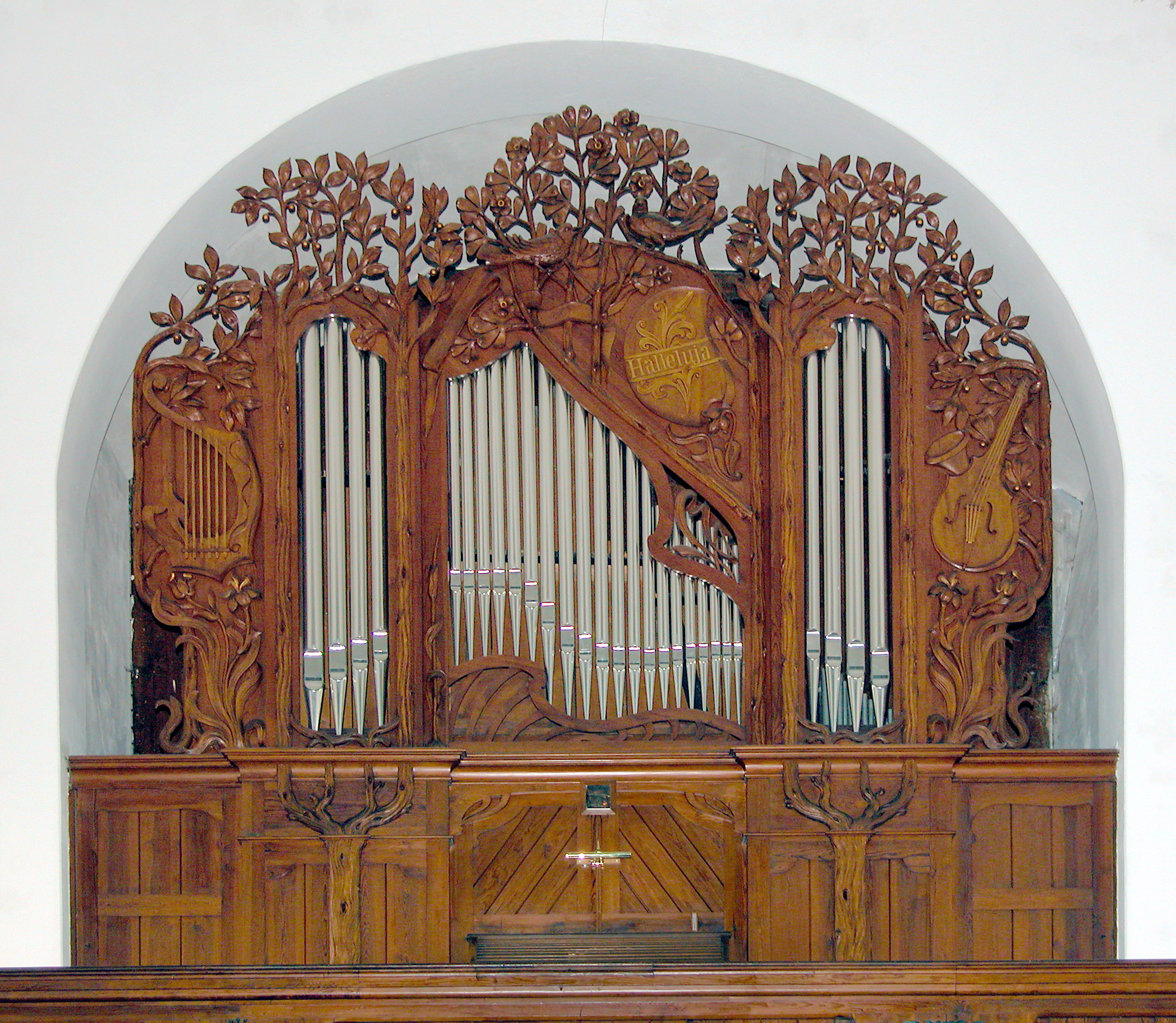
Orgel

Die nach ihrem Erbauer benannte Kandlerkirche ist die evangelisch-lutherische Gemeindekirche von Krummenhennersdorf, einem Ortsteil der Gemeinde Halsbrücke im Landkreis Mittelsachsen. Sie gehört zum Kirchenbezirk Freiberg der Evangelisch-Lutherischen Landeskirche Sachsens.

## Geschichte
Die durch ihren herausragenden Turm das Dorfbild beherrschende Kirche wurde 1899 durch den Dresdener Architekten Woldemar Kandler in gemäßigten historisierenden Formen als Saalkirche mit polygonal schließendem Altarhaus und seitlich gesetztem Turmbau mit oktogonalem Steilhelm über abgewalmten Giebeln  gestaltet, begleitet von dem Treppenanbau zur Empore. Der in unverputztem unregelmäßigem Bruchsteinverband ausgeführte Außenbau besitzt eine Gliederung in Rochlitzer Porphyr. Der mit dreiseitig umlaufender Empore versehene Kirchenraum ist tonnengewölbt, das Altarhaus besitzt ein Schirmgewölbe.
Von 1993 bis 2002 wurde die Kirche in mehreren Bauabschnitten saniert, wobei die Ausmalung der Apsis rekonstruiert wurde.

## Ausstattung
Die Kandlerkirche besitzt eine qualitätvolle Ausstattung des vegetabilen Jugendstils. Das Altarbild der Kreuzigung sowie der Drei Marien am Grab in der Predella stammen von Karl Gottlob Schönherr. Die Kanzel, als Eichbaum aus Felsen emporwachsend, zeigt in ihren Bildfeldern Christus mit Nikodemus und der ehernen Schlange (Johannes 3,14–15 ), die Übergabe der Zehn Gebote an Mose sowie Christus mit Maria von Bethanien (Lukas 10,39 ) von Wilhelm Walther. Die beiden Glasgemälde seitlich des Altars, Geburt und Himmelfahrt Christi darstellend, wurden von Bruno Urban und Josef Goller in Dresden entworfen und von der Königlich Sächsischen Hofglasmalerei C. Türcke in Zittau ausgeführt. 

### Orgel
Die Orgel mit asymmetrischem Prospekt und 17 Registern auf zwei Manualen und Pedal wurde 1901 von der Firma Jehmlich Orgelbau Dresden erbaut und 1957 modifiziert. Die originale Disposition lautete:
| I Hauptwerk C–f3 |            |        |
| 1.               | Bordun     | 16′    |
| 2.               | Prinzipal  | 08′    |
| 3.               | Rohrflöte  | 08′    |
| 4.               | Gambe      | 08′    |
| 5.               | Oktave     | 04′    |
| 6.               | Salicet    | 04′    |
| 7.               | Quinte     | 02 ⁄3′ |
| 8.               | Oktave     | 02′    |
| 9.               | Mixtur III |        |

| II Oberwerk C–f3 |            |    |
| 10.              | Gedeckt    | 8′ |
| 11.              | Aeoline    | 8′ |
| 12.              | Salicional | 8′ |
| 13.              | Rohrflöte  | 8′ |
| 14.              | Violine    | 4′ |

| Pedal C–d1 |           |     |
| 15.        | Subbaß    | 16′ |
| 16.        | Violonbaß | 16′ |
| 17.        | Cellobaß  | 08′ |

- Koppeln: II/I, I/P, II/P, Oktavkoppel